# Louise Allen
Louise Allen (* 7. Januar 1962) ist eine ehemalige US-amerikanische Tennisspielerin.

## Karriere
Zwischen 1982 und 1993 nahm sie an Grand-Slam-Turnieren teil. Ihr bestes Abschneiden im Doppel war das Erreichen des Achtelfinals bei den US Open 1983 und Australian Open 1987. Auf der WTA Tour erreichte sie ein Doppelfinale, das sie jedoch verlor.
1983 gewann sie die Goldmedaille bei den panamerikanischen Spielen im Doppel.

## Finalteilnahmen

### Doppel
| Nr. | Datum       | Turnier | Kategorie   | Belag     | Partnerin          | Siegerinnen             | Ergebnis |
| --- | ----------- | ------- | ----------- | --------- | ------------------ | ----------------------- | -------- |
| 1.  | August 1989 | Mahwah  | WTA Tier IV | Hartplatz | Laura Gildemeister | Steffi Graf Pam Shriver | 2:6, 4:6 |